# Eupithecia bandanae
Eupithecia bandanae là một loài bướm đêm trong họ Geometridae.